# Anne Pitt
Anne Pitt, baronne Grenville (septembre 1772 - juin 1864) est une aristocrate et une écrivaine anglaise, membre de la famille Pitt qui domine à l'époque la politique britannique.

## Biographie
Anne Pitt est la fille de Thomas Pitt (1er baron Camelford) et de son épouse Anne Wilkinson. Son grand-oncle est William Pitt l'Ancien.
Elle épouse le 18 juillet 1792 William Grenville (1er baron Grenville) alors secrétaire aux Affaires étrangères. La famille Grenville a déjà des liens avec les Pitts, par le biais du mariage de Pitt l'ancien avec Hester Grenville, la tante de William Grenville. Anne Pitt et William Pitt le Jeune sont ses cousins. L'oncle de Grenville, le marquis de Buckingham, dominant dans la famille Grenville, tenait beaucoup au mariage (et sans doute à sa dot de 20 000 £); et son père le baron Camelford est également favorable. Le mariage semble avoir été affectueux et durable, bien que sans descendance. Grenville devient Premier ministre de 1806 à 1807.
En 1804, Anne Pitt hérite de la richesse considérable de 500 000 £ de son frère, le lord à moitié fou, Thomas Pitt (2e baron Camelford), tué lors d'un duel, comprenant Boconnoc House et les domaines, et Camelford House à Londres.
Grenville meurt en 1834 et Anne lui survit jusqu'en juin 1864.
Il existe deux dépôts d'archives de sa correspondance, à la British Library et aux Archives du Hampshire.